# 검은 비상선
검은 비상선은 1969년 공개된 대한민국의 영화이다.

## 배역
- 신성일
- 남정임
- 김성옥
- 이빈화
- 이향
- 이해룡
- 최성호
- 권오상
- 연규진